# Atelier Marie: The Alchemist of Salburg
Atelier Marie: The Alchemist of Salburg (яп. マリーのアトリエ ～ザールブルグの錬金術士～ Marī no Atorie ~Zāruburugu no Renkinjutsushi~) — ролевая видеоигра, разработанная компанией Gust для консоли PlayStation и выпущенная 23 мая 1997 года эксклюзивно для Японии. Первая игра в серии Atelier. Вскоре после выпуска её портировали на Sega Saturn и Microsoft Windows, а затем в комплекте с Atelier Elie на Dreamcast и PlayStation 2. За пределами Японии оригинальная игра не выпускалась.
13 июля 2023 года был выпущен ремейк оригинальной игры, Atelier Marie Remake, изданный компанией Koei Tecmo для Nintendo Switch, PlayStation 4, PlayStation 5 и Windows.

## Игровой процесс
В Atelier Marie игрок берёт на себя роль Мари, начинающего алхимика, управляющей алхимической мастерской (ателье) в течение пяти игровых лет. В игре нужно собирать ингредиенты, как правило, за пределами города, чтобы создать из них предметы, которые можно использовать в бою или для выполнения различных заданий. Полученный предмет определяется используемыми ингредиентами. Каждый процесс синтеза увеличивает шкалу усталости Мари, что повышает вероятность неудачи и отсутствия предмета. Успешные синтезы записываются в журнал. Обычно игрок не может использовать более двух атрибутов ингредиентов, за исключением создания предмета «Философский камень». Для сочетания ингредиентов с противоположными атрибутами требуется нейтрализующий агент. Игра имеет ограничение по времени: основные действия, такие как исследование за пределами Зальбурга или синтез в мастерской, занимают один игровой день. В зависимости от прогресса и действий игрока доступны различные концовки. 
В городе игрок может покупать и продавать припасы, общаться с неигровыми персонажами для получения заданий или открытия новых зон за городом, а также нанимать искателей приключений для сопровождения в экспедициях. Исследование за городом осуществляется через выбор локации на карте мира, открытой через диалоги с NPC. Процесс исследования представлен статичными изображениями и меню, где можно проверить состав группы и продолжить экспедицию. Каждый день исследования приносит случайные ингредиенты или случайную встречу с врагом. Сражения проходят в пошаговом режиме, где три члена группы, включая Мари, располагаются на сетке, определяющей их способности. Группа может атаковать, защищаться, воспользоваться сильной атакой, использовать предметы или сбежать. Победа в бою приносит ресурсы и очки опыта, повышающие уровень персонажей. Также при сборе определённых материалов или создании важных предметов активируются мини-игры.

## Сюжет
Мари — девятнадцатилетняя студентка, проживающая в вымышленном средневековом городе Зальбурге. В своём классе она учится хуже всех, и из-за этого ей грозит отчисление. Но её учитель даёт ей шанс на спасение: Мари предлагают взять на себя управление мастерской (ателье), где она за пять лет должна создать что-нибудь выдающееся. В течение пяти лет она работает в своей мастерской, выполняя поручения жителей Зальбурга. Есть несколько концовок: плохая, где Мари терпит неудачу, и несколько концовок, где она проходит испытание учителя с разной степенью успеха.

### Персонажи
- Мари (Марлонэ) — сэйю Харуна Икэдзава
- Шиа Донастак — сэйю Цумуги Осава
- Крайс Куль — сэйю Такэхито Коясу
- Рувен Филнир — сэйю Дзюрота Косуги
- Халлеш Слейман — сэйю Дзюрота Косуги
- Мю Секстанс — сэйю Цумуги Осава
- Эндерк Яд — сэйю Дзюрота Косуги
- Кири (Кирелих) Фагна — сэйю Рун Сасаки
- Кугель Рихтер — сэйю Фумихико Татики
- Швальбе Зац — сэйю Такэхито Коясу
- Натали Коделия — сэйю Рун Сасаки
- Ингрид — сэйю Цумуги Осава
- Герхард — сэйю Фумихико Татики
- Дио Шенк — сэйю Фумихико Татики
- Флея Шенк — сэйю Мами Кингэцу
- Аула Куль — сэйю Мами Кингэцу
- Бредольф Шигзал — сэйю Такэхито Коясу
- Винд Шигзал — сэйю Ясуо Мурамацу
- Дорни — сэйю Ясуо Мурамацу

## Музыка
Музыку сочинили «G.S.T. Gust Sound Team Atelier So-La», состоящие из Дайсукэ Ативы, Тосихару Яманиси и Акиры Цутии. Цутия продолжал вносить свой вклад не только во все игры серии Atelier вплоть до Atelier Iris: Eternal Mana, но ещё и для другой известной франшизы Gust Ar Tonelico. Яманиси также приложил руку к Atelier Elie, а Атива по сей день сочиняет музыку для большинства игр серии.
| №                   | Название                         | Автор(ы)                        | Японское название             | Длительность |
| ------------------- | -------------------------------- | ------------------------------- | ----------------------------- | ------------ |
| 1.                  | «Enderk Talks at Length»         | Тосихару Яманиси                | エンデルク大いに語る[Unknown] | 0:53         |
| 2.                  | «A Beloved Picture Book»         | Дайсукэ Атива                   | 好きだった絵本                | 1:33         |
| 3.                  | «I'm Working Right Now!»         | Тосихару Яманиси                | 只今お仕事中！                | 2:20         |
| 4.                  | «Let's Take a Walk in the Sun!»  | Тосихару Яманиси                | お陽さまと散歩に行こう！      | 1:26         |
| 5.                  | «Snow and Memories»              | Дайсукэ Атива                   | 雪と思い出                    | 2:26         |
| 6.                  | «One Clear Holiday»              | Тосихару Яманиси                | ある晴れた休日                | 1:34         |
| 7.                  | «There's a Carnival in Town»     | Тосихару Яманиси                | 街はカーニバル                | 2:06         |
| 8.                  | «Long, Long Ago ...»             | Дайсукэ Атива                   | ずっと昔                      | 1:56         |
| 9.                  | «Schea's Wish»                   | Тосихару Яманиси                | シアの願い事                  | 1:50         |
| 10.                 | «Enderk, The Blue Wolf»          | Дайсукэ Атива                   | 青狼エンデルク                | 2:14         |
| 11.                 | «Bloody Slumber»                 | Дайсукэ Атива                   | 血の眠り                      | 1:56         |
| 12.                 | «Spectacles and Sneers»          | Дайсукэ Атива                   | メガネが笑う                  | 1:50         |
| 13.                 | «Boy on a Breeze»                | Дайсукэ Атива                   | 風と少年                      | 2:12         |
| 14.                 | «To Paint the Sky»               | Дайсукэ Атива                   | 空を描く日                    | 1:56         |
| 15.                 | «Friend of the Land»             | Тосихару Яманиси                | 大地と友と                    | 2:00         |
| 16.                 | «My Name Is Schwalbe!»           | Тосихару Яманиси                | 俺の名はシュワルベだ          | 2:05         |
| 17.                 | «Longing for Adventure»          | Тосихару Яманиси                | 冒険者になりたくて            | 2:07         |
| 18.                 | «Bikini Legend»                  | Дайсукэ Атива                   | すいかビキニの伝説            | 2:26         |
| 19.                 | «I Know»                         | Дайсукэ Атива                   | 知ってるよ                    | 2:07         |
| 20.                 | «The Barkeep's Song»             | Тосихару Яманиси                | 酒場の親父の曲                | 1:45         |
| 21.                 | «Serenity with a Smile»          | Тосихару Яманиси                | 安らぎと微笑みと              | 1:59         |
| 22.                 | «Your Intolerable Habit»         | Дайсукэ Атива                   | その耐え難き奇癖について      | 2:10         |
| 23.                 | «Academy Investigation»          | Тосихару Яманиси                | アカデミーの調べ              | 1:36         |
| 24.                 | «Etude nr.2 opus7 J.S.B.»        | Иоганн Себастьян Бах (BWV 1067) | Etude nr.2 opus7 J.S.B.       | 1:38         |
| 25.                 | «In the Usual Forest»            | Тосихару Яманиси                | いつもの森で                  | 1:13         |
| 26.                 | «Rings in the Water»             | Дайсукэ Атива                   | 水の中の環                    | 1:52         |
| 27.                 | «The Light of Time»              | Дайсукэ Атива                   | 時間の光                      | 1:56         |
| 28.                 | «Magic of the Chrysalis»         | Дайсукэ Атива                   | 蛹の魔法                      | 2:06         |
| 29.                 | «The Adventurer's Song»          | Тосихару Яманиси                | 冒険者の唄                    | 1:56         |
| 30.                 | «The Elder's Beard»              | Дайсукэ Атива                   | 長老さんのひげ                | 1:27         |
| 31.                 | «Going to See a Rainbow»         | Дайсукэ Атива                   | 虹を見に行く                  | 1:48         |
| 32.                 | «Can You Hear the Battle Cries?» | Дайсукэ Атива                   | あの雄叫びが聞こえるか！      | 1:09         |
| 33.                 | «Ancient Footsteps»              | Дайсукэ Атива                   | いにしえの足音                | 3:06         |
| 34.                 | «Mask of Steel»                  | Тосихару Яманиси                | 鋼鉄の仮面                    | 2:40         |
| 35.                 | «Dawn of a New Beginning»        | Дайсукэ Атива                   | 始まりの丘                    | 2:54         |
| Общая длительность: | Общая длительность:              | Общая длительность:             | Общая длительность:           | 68:12        |

| №                   | Название                    | Автор(ы)            | Японское название                       | Длительность |
| ------------------- | --------------------------- | ------------------- | --------------------------------------- | ------------ |
| 1.                  | «The Fairies' Forest Waltz» | Тосихару Яманиси    | 妖精とワルツは森の中                    | 1:19         |
| 2.                  | «Do You Hear That?»         | Дайсукэ Атива       | 聴こえる？                              | 1:41         |
| 3.                  | «Der Himmel Arrives!»       | Тосихару Яманиси    | 怪盗デア・ヒメル参上！！                | 1:13         |
| 4.                  | «One Promise»               | Тосихару Яманиси    | ひとつの約束                            | 2:17         |
| 5.                  | «Days Without Cheer»        | Тосихару Яманиси    | 陽気ないち日                            | 1:23         |
| 6.                  | «Celebratory March»         | Дайсукэ Атива       | 祝典行進曲                              | 1:38         |
| 7.                  | «Ancient Legacy»            | Дайсукэ Атива       | 太古の遺産                              | 1:49         |
| 8.                  | «The Den»                   | Дайсукэ Атива       | 巣                                      | 1:25         |
| 9.                  | «Countenance»               | Дайсукэ Атива       | おもかげ                                | 2:05         |
| 10.                 | «A Glimmering Instant»      | Дайсукэ Атива       | 一瞬のきらめき                          | 1:09         |
| 11.                 | «Star Wind»                 | Дайсукэ Атива       | 星風                                    | 2:08         |
| 12.                 | «The Return»                | Дайсукэ Атива       | 帰還するもの                            | 1:52         |
| 13.                 | «Beehives and Puzzles»      | Дайсукэ Атива       | はちの巣と謎                            | 0:50         |
| 14.                 | «Marie's Vow»               | Дайсукэ Атива       | マリーの誓い                            | 2:50         |
| 15.                 | «The Alchemist of Salburg»  | Дайсукэ Атива       | ザールブルグの錬金術士                  | 1:34         |
| 16.                 | «Pachelbel's Canon»         | Иоганн Пахельбель   | パッヘルベルのカノン                    | 3:28         |
| 17.                 | «Future Me»                 | Тосихару Яманиси    | 明日の私                                | 2:01         |
| 18.                 | «Graduation Eve»            | Тосихару Яманиси    | 卒業間近の夕暮れ                        | 1:17         |
| 19.                 | «Everlasting Smile»         | Тосихару Яманиси    | 笑顔のままで                            | 2:31         |
| 20.                 | «The Crimson Crest»         | Дайсукэ Атива       | 緋の印                                  | 2:52         |
| 21.                 | «Don't Worry About Us»      | Дайсукэ Атива       | 娘達にかまわないで                      | 1:43         |
| 22.                 | «Dawn of a New Beginning»   | Дайсукэ Атива       | 始まりの朝                              | 1:55         |
| 23.                 | «Pesky Rats Platformer»     | Тосихару Яманиси    | 悪戯ねずみのポップンチャック            | 1:36         |
| 24.                 | «Rise-And-Shine Samba»      | Тосихару Яманиси    | 目を覚まサンバ                          | 1:49         |
| 25.                 | «And Along Came a Bear»     | Тосихару Яманиси    | ある日のクマさん                        | 1:17         |
| 26.                 | «Hurry!»                    | Тосихару Яманиси    | いそがなきゃ！                          | 1:21         |
| 27.                 | «Operation Hammer»          | Тосихару Яманиси    | ぷにぷにハンマー大作戦                  | 1:30         |
| 28.                 | «I'm Busy Right Now!»       | Дайсукэ Атива       | 只今お取り込み中！！                    | 2:20         |
| 29.                 | «Nice! Way to Go!»          | Тосихару Яманиси    | やったね！おめでとう                    | 0:06         |
| 30.                 | «Better Luck Next Time!»    | Тосихару Яманиси    | 残念でした！またどうぞ                  | 0:06         |
| 31.                 | «Bonus (Falcata)»           | Тосихару Яманиси    | おまけ（ファルカタ）                    | 2:31         |
| 32.                 | «Bonus (Meru Purana)»       | Тосихару Яманиси    | おまけ（メールプラーナ）                | 1:07         |
| 33.                 | «Bonus (Preview?!)»         | Акира Цутия         | おまけ（予告？！）                      | 1:35         |
| 34.                 | «Extra session #1»          | Дайсукэ Атива       | Extra session #1 [Atelier Marie]        | 5:22         |
| 35.                 | «Extra session #2»          | Дайсукэ Атива       | Extra session #2 [Atelier Marie plus#1] | 2:32         |
| 36.                 | «Extra session #3»          | Акира Цутия         | Extra session #3 [Atelier Marie plus#2] | 4:32         |
| Общая длительность: | Общая длительность:         | Общая длительность: | Общая длительность:                     | 68:44        |

Сэйю Мари, Харуна Икэдзава, вела радиопостановки на TBS Radio, основанные на игре. В программах были такие сегменты, как «синтез недели» со смешиванием напитков и продуктов в блендере, а также отдельные сюжетные радиопостановки, которые позже были выпущены в виде серии CD-драм (включая также не вышедшие в эфир истории). 2 декабря 2017 года постановка про смешивание напитков была возобновлена на один день в рамках празднования 20-летия серии Atelier.

## Разработка
Atelier Marie была разработана компанией Gust. Создатель серии Синъити Ёсиикэ любил собирать и создавать вещи. Он хотел создать игру, в которую бы смог вложить эту часть себя. Идея для игры пришла к нему во время учёбы в университете, когда Ёсиикэ изучал алхимию.
Atelier Marie выпустили на разных платформах, и с каждым разом в неё добавляли новые обновления. В порте Sega Saturn, известной как Atelier Marie версия 1.3, добавили внутренние часы, благодаря которым можно было воспроизвести сообщения в нужный момент, например, поздно вечером, в праздники или в день рождения героини. Кроме того, был добавлен ряд дополнительных событий и мини-игра. 4 июня 1998 года на PlayStation вышло расширенное издание под названием Atelier Marie Plus. В эту версию включили все дополнения из версии Sega Saturn, за исключением внутренних часов (которые не поддерживались на PlayStation), причём единственным новым дополнением была поддержка DualShock.
15 ноября 2001 года на Sega Dreamcast выпустили комплект из двух игр: Atelier Marie и Atelier Elie. Первые печатные копии игры были заражены вирусом Kriz, который, если вставить диск в дисковод, заражал компьютеры под управлением Microsoft Windows, однако саму систему Dreamcast он не трогал. Вирус-заставка удалял настройки CMOS и BIOS и пытался перезаписать файлы, расположенные на жёстком диске и локальной сети. Из-за вируса игра была отозвана издателем. Комплект также был выпущен 27 октября 2005 года на PlayStation 2. 26 декабря 2007 года игры была выпущена в цифровом виде на PlayStation Network.

## Оценка
| Иноязычные издания | Иноязычные издания |
| Издание            | Оценка             |
| ------------------ | ------------------ |
| RPGamer            | [ 13 ]             |
| Legendra           | 60 %               |

Японский журнал Famitsu дал оригинальной версии PlayStation 32/40, а версии Atelier Marie Plus — 30/40.